# أندرو درو
أندرو درو (بالإنجليزية: Andrew Drew) هو لاعب كرة مضرب أمريكي، ولد في فبراير 1885، وتوفي في 12 يونيو 1913.

## وصلات خارجية
- أندرو درو على موقع الاتحاد الدولي لكرة المضرب (الإنجليزية)
- أندرو درو على موقع اللجنة الأولمبية الدولية (الإنجليزية)
- أندرو درو على موقع أوليمبيديا (الإنجليزية)